# Mécano
Mécano is een dadaïstisch tijdschrift, uitgegeven door de Nederlandse kunstenaar Theo van Doesburg en zijn alter ego I.K. Bonset, dat bestaan heeft van 1922 tot 1923 en waarvan slechts vier nummers uitgegeven zijn.

## 'Internationaal tijdschrift voor geestelijke Hygiène'

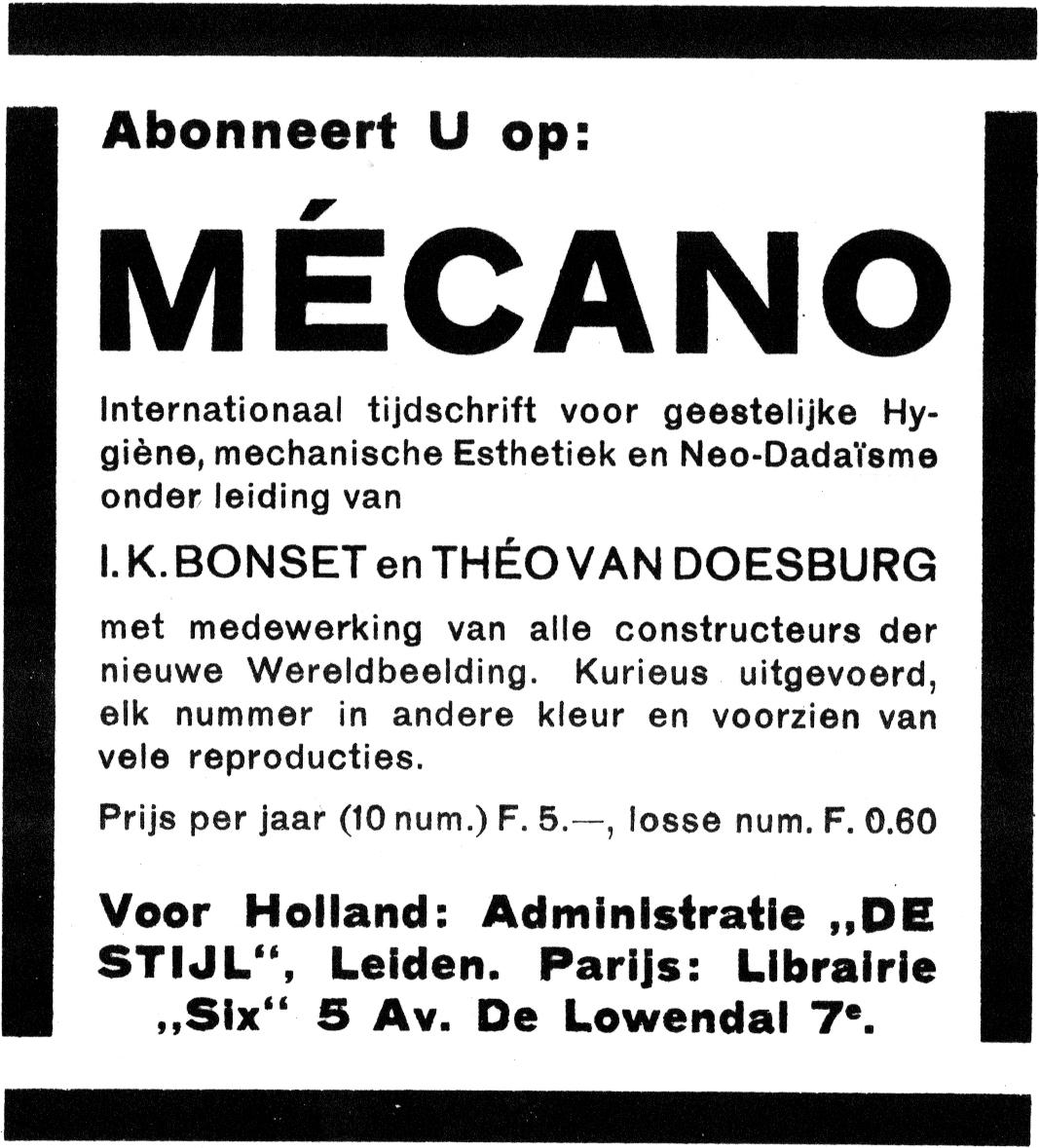
Advertentie voor Mécano in De Stijl, 5e jaargang, nummer 1 (januari 1922): achterzijde.

Op 24 februari 1921 schreef Van Doesburg aan zijn vriend, de dichter Antony Kok: ‘Ik ben van plan om een prachtig Bulletin in elkaar te zetten [...] Wanneer je eens een geestig dadaïstisch stuk hebt stuur het me dan voor dit bulletin!’. Aanvankelijk wilde Van Doesburg het blad Méchano noemen. Het werd uiteindelijk Mécano. De inhoud van het eerste nummer was herfst 1921 al gereed. Het werd echter pas in februari 1922 uitgegeven.
In een advertentie in De Stijl uit 1923 wordt het omschreven als een ‘Internationaal tijdschrift voor geestelijke Hygiène, mechanische Esthetiek en Neo-Dadaïsme onder leiding van I.K. Bonset en Théo van Doesburg met medewerking van alle constructeurs der nieuwe Wereldbeelding’. Naast werk van Van Doesburg bevat het tijdschrift onder meer gedichten van Hans Arp, tekeningen van Serge Charchoune, collages van Man Ray manifesten en collages van Raoul Hausmann en gedichten en teksten van Kurt Schwitters, Tristan Tzara en Georges Ribemont-Dessaignes.

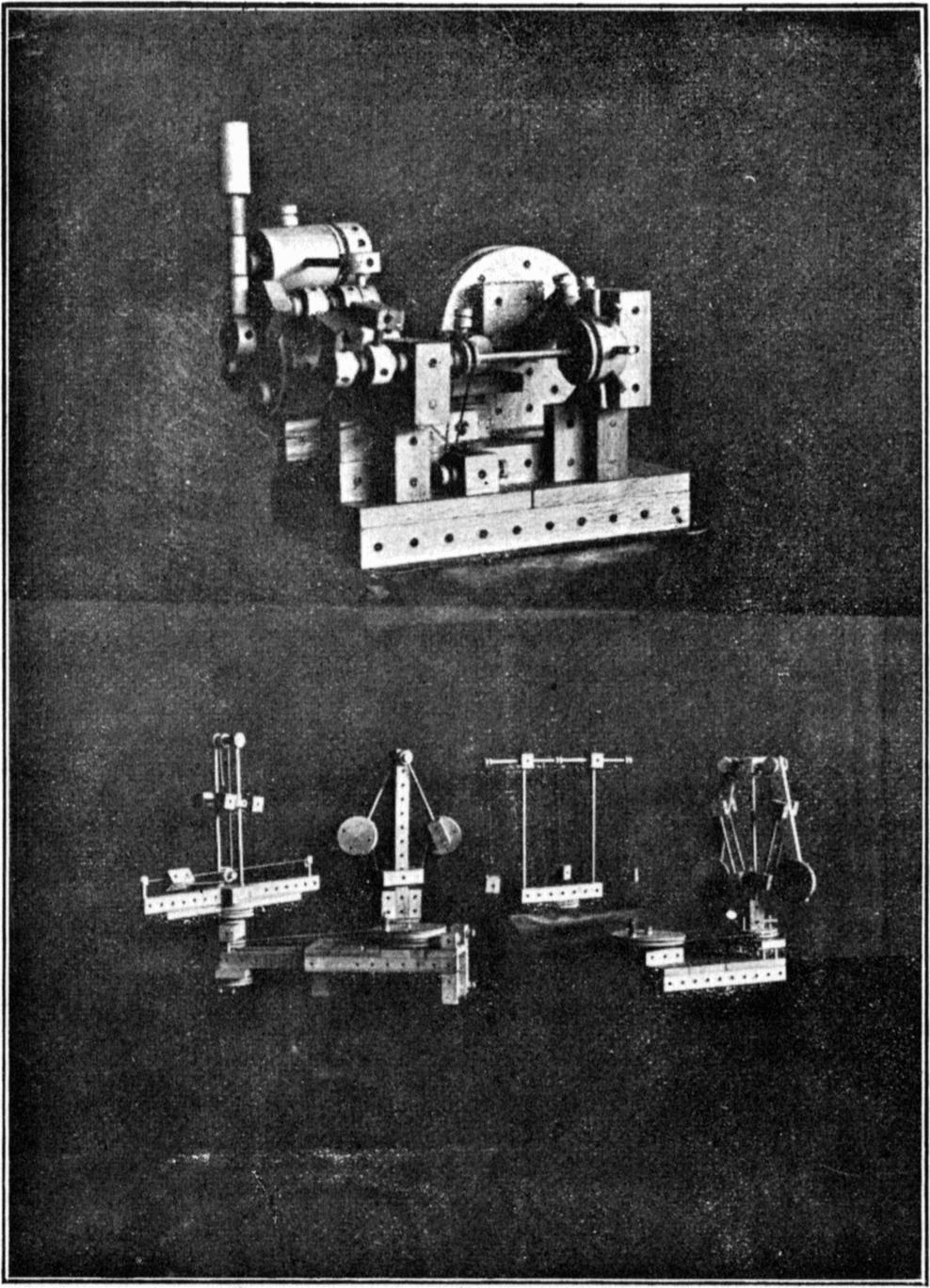
Zelf-bouwbaar dynamisch kinderspeelgoed. Afkomstig uit De Stijl, 5e jaargang, nr. 5 (mei 1922): p. 79.

Hoewel het algemeen als tijdschrift aangemerkt wordt, is het feitelijk een reeks activistische pamfletten. De naam is afgeleid van het kinderspeelgoed meccano, dat met zijn gestandaardiseerde onderdelen vergelijkbaar is met de systematische werkwijze van De Stijl door middel van wat Van Doesburg ‘beeldingsmiddelen’ noemde (zie nieuwe beelding). Van Doesburg zag de kunst immers als spel met de machine in plaats van met de natuur. Er zijn slechts vier nummers van uitgegeven: Numero Geel, Numero Blauw, Numero Rood en Numero Wit. Elk nummer bestaat uit een enkel aan beide zijden bedrukt respectievelijk geel, blauw, rood of wit blad van 32 bij 50 cm, dat doormiddengevouwen is.
Op de voorkant staat een tandwiel afgebeeld, dat waarschijnlijk geïnspireerd is op een fotocollage van de Amerikaanse dadaïstische fotograaf Man Ray. Het tijdschrift is uitgegeven rondom de Dada-tournee, een serie lezingen en dadaïstische performances, die Van Doesburg in de winter van 1922-1923 organiseerde in samenwerking met zijn vriendin Nelly van Moorsel en zijn kunstvrienden Kurt Schwitters en Vilmos Huszár. In het tijdschrift geeft hij op ironische wijze commentaar op de stand van zaken in kunstzinnig Europa van die tijd, en dan in het bijzonder op het Bauhaus in Weimar, waar hij even daarvoor afgewezen werd als docent.
Het tijdschrift was ook een excuus om te experimenteren met de verschillende typografische mogelijkheden, iets wat in het veel serieuzere De Stijl niet mogelijk was.
Mécano werd in 1979 herdrukt door Verlag der Buchhandlung Walter Konig in Keulen, en in 1980 door uitgeverij Van Gennep in Amsterdam.

## Uitgifteoverzicht
| Nummer                         | Datum                  | Oplage  | Inhoud | Voorzijde |
| ------------------------------ | ---------------------- | ------- | --- | --------- |
| No Jaune, Geel, Gelb, Yellow   | januari 1922           | 200     | Teksten en reproducties van Umberto Boccioni, I.K. Bonset, Jean Crotti, Theo van Doesburg, Paul Eluard, F.T. Marinetti, Piet Mondriaan, Francis Picabia, Ezra Pond, Man Ray, Georges Ribemont-Dessaignes en Tristan Tzara. |           |
| No Blue, Blauw, Blau, Blue     | juli 1922              | 200     | Teksten en reproducties van Nicolas Beauduin, I.K. Bonset, Gabrielle Buffet, Serge Charchoune, Raoul Hausmann, Wyndham Lewis, László Moholy-Nagy, Piet Mondriaan, Peter Röhl en Tristan Tzara. |           |
| No 3 Rouge, Rood, Rot, Red     | omstreeks oktober 1922 | 200 (?) | Verslag van het 'Internionaal Congres van Konstruktivisten en Dadaïsten', gehouden op 25 september 1922 in Weimar, en teksten en reproducties van Hans Arp, I.K. Bonset, Serge Charchoune, Theo van Doesburg, Max Ernst, Raoul Hausmann, Benjamin Péret, Man Ray, Georges Ribemont-Dessaignes, Kurt Schwitters, Rosie Spotts, Tristan Tzara en Georges Vantongerloo. |           |
| No 4/5 White, Blanc, Wit, Weiß | januari 1924           | 250 (?) | Teksten en reproducties van Hans Arp, I.K. Bonset, Malcolm Cowley, Theo van Doesburg, Cornelis van Eesteren, Evola, Raoul Hausmann, Richard Roland Holst, Pierre de Masot, Cornelis Nelly Mesens, Piet Mondriaan, Peter Röhl, Kurt Schwitters, Tristan Tzara. |           |

## Facsimiles

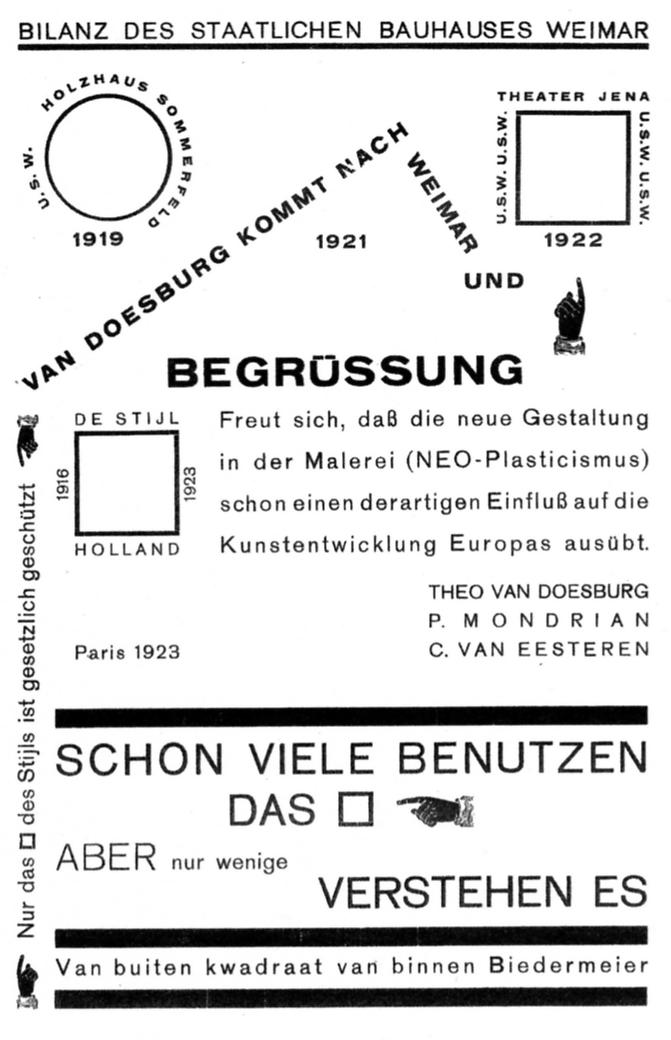
'Bilanz des Staatlichen Bauhauses Weimar'. Afkomstig uit No 4/5 White, Blanc, Wit, Weiß.
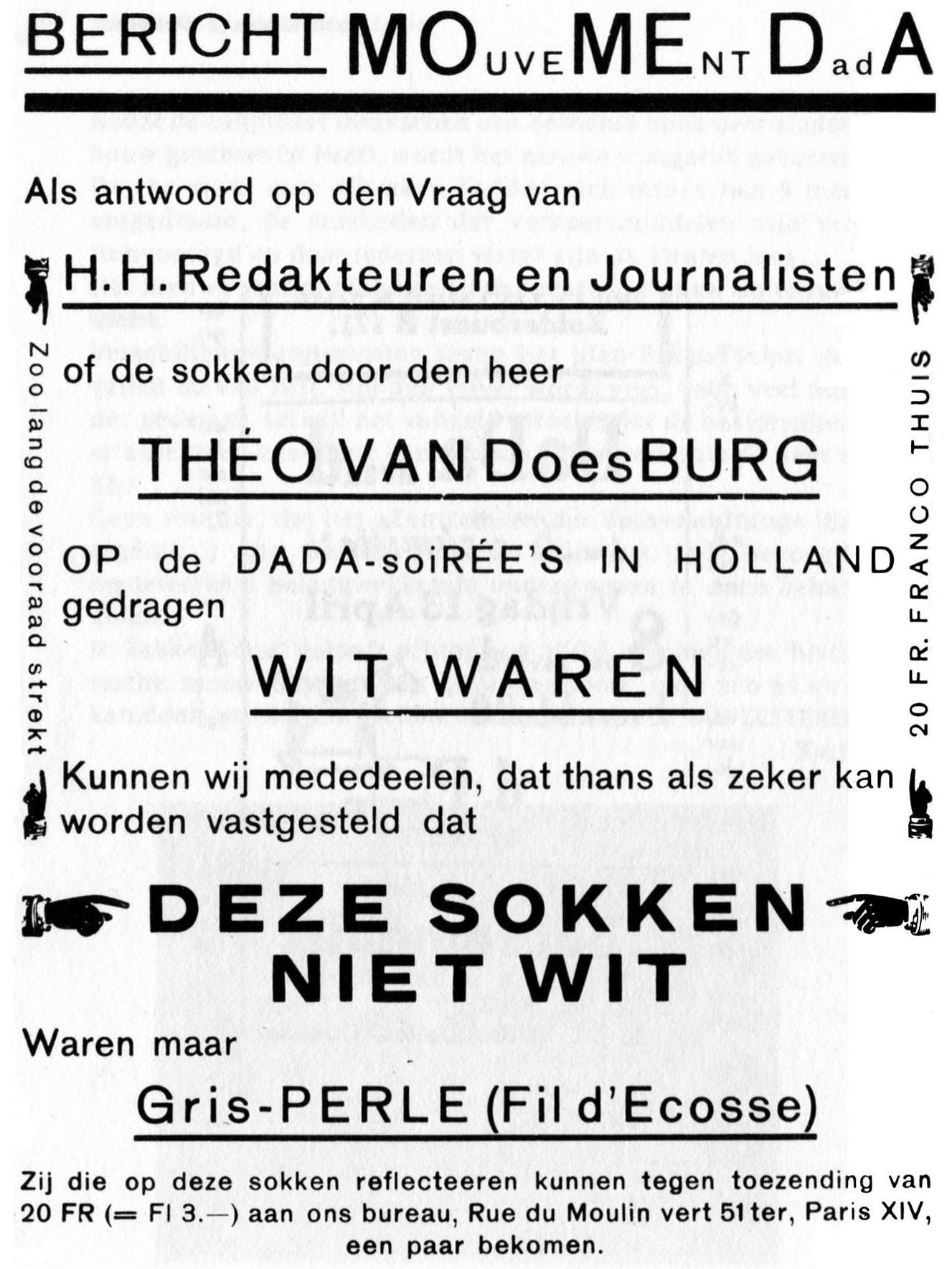
'Bericht Mouvement Dada'. Afkomstig uit No 4/5 White, Blanc, Wit, Weiß.